# Zariczne (rejon biłozerski)
Zariczne (ukr. Зарічне) – wieś na południu Ukrainy, w obwodzie chersońskim, w rejonie biłozerskim. Położona na lewym brzegu Ingulca. Miejscowość liczy 82 mieszkańców.